# Студор (Гореня вас-Поляне)
Студор (словен. Studor) — поселення в общині Гореня вас-Поляне, Горенський регіон, Словенія. Висота над рівнем моря: 729,7 м.